# 1-й польский корпус
1-й польский корпус (пол. 1 Korpus Polskich Sił Zbrojnych w ZSRR) — воинское соединение, созданное в 1943 г. в СССР активистами «Союза польских патриотов» из польских граждан и граждан СССР, владеющих польским языком, не только поляков по происхождению.
Формирование соединения было начато 10 августа 1943 года, в состав 1-го польского корпуса вошли уже существовавшие на территории СССР польские воинские части:
- 1-я польская пехотная дивизия (12 тыс. человек);
- 1-й польский танковый полк им. Героев Вестерплатте;
- 1-й истребительный авиационный полк «Варшава» (32 самолёта Як-1).

В дальнейшем, началось формирование новых польских подразделений, для подготовки офицерских кадров была открыта польская офицерская школа (кроме того, польские отделения на 50 курсантов были созданы при 3-м Саратовском бронетанковом училище и Орджоникидзевском автомобильном училище).
В течение 1943 года для боевого слаживания частей и штабов соединений 1-го польского армейского корпуса штаб Московского военного округа провёл несколько двухстепенных командно-штабных учений и два тактических учения. К концу 1943 года формирование 1-го польского армейского корпуса было завершено
6 марта 1944 года польские части на территории СССР были развёрнуты в 1-ю польскую армию.
11 марта 1944 года в состав корпуса был включён 1-й батальон самоходной артиллерии, укомплектованный СУ-85.

## Организационная структура
В состав 1-го польского корпуса входили следующие части и подразделения:
- 1-я пехотная дивизия имени Т. Костюшко
- 2-я пехотная дивизия имени Яна Генрика Домбровского
- 3-я Померанская пехотная дивизия имени Ромуальда Траугутта
- 1-я танковая бригада имени Героев Вестерплатте,
- одна артиллерийская бригада,
- 1-й истребительный авиационный полк «Варшава»
- части корпусного подчинения:
  - один моторизованный разведывательный батальон
  - один парашютно-десантный батальон
  - 1-й батальон самоходной артиллерии (укомплектован СУ-85)
  - 3-й сапёрный батальон
  - один батальон химической защиты
  - один батальон связи
  - 1-й отдельный женский пехотный батальон имени Эмилии Плятер
- части боевого обеспечения и обслуживания.
  - два подвижных полевых госпиталя
- запасный полк
- офицерская школа (в Рязани)